# Toyota GT86
Toyota GT86 är en bilmodell från Toyota. GT86 är en kompakt sportbil.  Modellen har en 2,0 liters D-4S boxermotor på 200 hästkrafter, är 6-växlad både som manuell och automat. Säkerhetssystemet består av ABS-bromsar med elektroniskt bromskrafsfördelning och bromsassistanssystem. GT86 har antisladd och antispinnsystem samt framstolar byggda för att motverka pisknärtsskador.